# Koncynowo (sielsowiet Słobódka)
Koncynowo – dawna kolonia. Tereny, na których była położona, leżą obecnie na Białorusi, w obwodzie witebskim, w rejonie brasławskim, w sielsowiecie Słobódka.
Inna nazwa kolonii Końce Nowe.

## Historia
W latach 1921–1939 kolonia leżał w Polsce, w województwie nowogródzkim (od 1926 w województwie wileńskim), w powiecie brasławskim, w gminie Brasław.
Według Powszechnego Spisu Ludności z 1921 roku ówczesny zaścianek zamieszkiwało 37 osób, 16 było wyznania rzymskokatolickiego a 21 prawosławnego. Jednocześnie 9 mieszkańców zadeklarowało polska przynależność narodową a 28 białoruska. Było tu 7 budynków mieszkalnych. W 1931 w 7 domach zamieszkiwało 40 osób.
Kolonię należała do parafii rzymskokatolickiej i prawosławnej w Brasławiu. W 1933 podlegała pod Sąd Grodzki w Brasławiu i Okręgowy w Wilnie; właściwy urząd pocztowy mieścił się w Brasławiu.